# Cyro Aranha
Cyro de Sousa Aranha (Alegrete, 15 de abril de 1901 — Rio de Janeiro, 17 de julho de 1985) foi um dirigente esportivo brasileiro, ex-presidente do Club de Regatas Vasco da Gama. Cyro Aranha é considerado um dos mais importantes e vitoriosos mandatários cruzmaltinos da história, tendo sido o responsável por montar o elenco do Expresso da Vitória, um dos maiores esquadrões do futebol mundial.
Em 18 de abril de 1943, foi o responsável pela criação do Departamento Infanto-Juvenil, sendo o autor de uma das frases símbolo do clube: "Enquanto houver um coração infantil, o Vasco será imortal". Além disso, dá nome à principal arena do Complexo Esportivo de São Januário, o Ginásio Cyro Aranha.
Cyro era irmão de Luiz Aranha, presidente da Confederação Brasileira de Desportos entre 1936 e 1943, e de Oswaldo Aranha, único brasileiro a ser Presidente da Assembleia Geral das Nações Unidas (em 1947), Ministro da Fazenda, das Relações Exteriores, da Justiça e Assuntos Internos no governo de Getúlio Vargas, e homenageado no Livro de Heróis da Pátria.